# Rancho Chico
Rancho Chico és una concentració de població designada pel cens dels Estats Units a l'estat de Texas. Segons el cens del 2000 tenia 309 habitants.

## Demografia
Segons el cens del 2000, Rancho Chico tenia 309 habitants, 100 habitatges, i 74 famílies. La densitat de població era de 243,5 habitants/km².
Dels 100 habitatges en un 36% hi vivien nens de menys de 18 anys, en un 50% hi vivien parelles casades, en un 17% dones solteres, i en un 26% no eren unitats familiars. En el 24% dels habitatges hi vivien persones soles el 7% de les quals corresponia a persones de 65 anys o més que vivien soles. El nombre mitjà de persones vivint en cada habitatge era de 3,09 i el nombre mitjà de persones que vivien en cada família era de 3,73.
Per edats la població es repartia de la següent manera: un 32% tenia menys de 18 anys, un 8,7% entre 18 i 24, un 29,1% entre 25 i 44, un 19,1% de 45 a 60 i un 11% 65 anys o més.
L'edat mediana era de 33 anys. Per cada 100 dones de 18 o més anys hi havia 112,1 homes.
La renda mediana per habitatge era de 21.111 $ i la renda mediana per família de 21.111 $. Els homes tenien una renda mediana de 16.944 $ mentre que les dones 40.125 $. La renda per capita de la població era de 9.442 $. Aproximadament el 33,8% de les famílies i el 36,4% de la població estaven per davall del llindar de pobresa.

## Poblacions més properes
El següent diagrama mostra les poblacions més properes.